# 피아노 맨 (영화)
"피아노 맨"은 1996년에 개봉한 대한민국의 영화이다.

## 캐스팅
- 이승연 : 송미란 역
- 최민수 : 피아노맨 역
- 신성호 : 양세영 형사 역
- 홍경인 : 양진우 역
- 박철 : 변재혁 형사 역
- 김정숙 : 가수 K 역
- 서학 : 신 반장 역
- 손현주 : 김 형사 역
- 이승환 : 노 형사 역
- 김태영 : 강동혁 역
- 신용규 : 사장아들 역
- 장현정 : CF여자 역
- 홍유빈 : 똘만이 1 역
- 김민수 : 똘만이 2 역
- 전진태 : 똘만이 3 역
- 명영화 : 검찰부장 역
- 이병식 : 앵커 역
- 안혜영 : 김희경 역
- 이순용 : 박 검사 역
- 김대길 : K서장 역
- 서혜운 : PM어머니 역
- 임윤희 : 빨간요정 역
- 김광수 : 박 형사 역
- 김원희 : 의사 역
- 박창섭 : 우체국장 역
- 정민영 : 경비 역
- 허재호 : 정비공 역
- 심희식 : 호텔 지배인 역
- 정태운 : 바 지배인 역
- 고형도 : 기술자 역
- 권성규 : 주차관리인 역
- 박정달 : 택시기사 역
- 박성원 : 호텔바 남자 역
- 이성호 : PM 아버지 역
- 김건 : PM 아역 역
- 이승현 : 토크쇼 MC 역
- 정영순 : 호텔 앞 여자 역
- 권혜진 : 하재경 역
- 김혜연 : 우체국 직원 역
- 박종민 : 과일장사 역
- 이유미 : 간호사 1 역
- 김정아 : 간호사 2 역
- 강신범 (우정출연)
- 김현석 (우정출연)
- 남택상 (우정출연)
- 황창선 (우정출연)